# Cuprosklodowskite
Il minerale cuprosklodowskite (chiamata anche jachymovite nelle fonti più datate - simbolo IMA: Cskl) è un raro nesosilicato con la composizione chimica Cu[(UO2)2(SiO3OH)2] • 6H2O e quindi chimicamente un silicato di uranile di rame contenente acqua con ioni idrossido aggiuntivi.
Era inizialmente considerata una sklodowskite nella quale il rame sostituiva il magnesio.

## Etimologia e storia
La cuprosklodowskite fu descritta per la prima volta nel 1933 dal mineralogista belga Johannes Franciscus Vaes (1902-1978) su un campione di minerale proveniente dal Katanga (Repubblica Democratica del Congo) come una variante della sklostowskite. Buttgenbach alla fine nominò il minerale trovato da Vaes nell'erronea ipotesi che fosse in realtà l'analogo strutturale del rame della sklodowskite, che a sua volta fu chiamato così in onore di Marie Sklodowska-Curie. Nel 1935, fu descritto indipendentemente da Radim Nováček su un campione di Jáchymov, che lo chiamò come il luogo in cui fu trovato, jachymovite. L'identità di entrambi i campioni di minerali fu riconosciuta poco tempo dopo da Nováček (1935) e Valère Louis Billiet (1936).
Il giacimento di uranio-rame di Kalongwe, a circa 60 km a sud-ovest di Kolwezi, nella provincia di Lualaba, nella Repubblica Democratica del Congo, è ora considerato una località tipo. Il campione tipo si trova presso l'Università di Liegi (catalogo nº 16.655) in Belgio.
Il vecchio nome jachymovite non deve essere confuso con il solfato di uranile di base jáchymovite, che è stato riconosciuto dal 1996.

## Classificazione
Nell'obsoleta 8ª edizione della sistematica minerale secondo Strunz, la cuprosklodowskite apparteneva alla classe minerale dei "silicati e germanati" e lì alla sottoclasse dei "neso-subsilicati" (famiglia dei silicati uranilici), dove insieme a boltwoodite, kasolite, sklodowskite, uranofane e uranophane-β al "Gruppo Uranophane (β-Uranophane)" con il sistema nº VIII/A'.14.
Nella Sistematica dei lapis (Lapis-Systematik) di Stefan Weiß, che si basa ancora su questa vecchia forma di classificazione di Strunz per rispetto verso i collezionisti privati e le collezioni istituzionali, al minerale è stato assegnato il sistema e il numero di minerale VIII/B.34-20. In questa Sistematica ciò corrisponde alla divisione "Nesosilicati con anioni non tetraedri", per cui nei gruppi VIII/B.34-38 i nesosilicati uranilici con [UO2]2+ - [SiO4]4- e simili sono ordinati. La cuprosklodowskite forma un gruppo indipendente, ma senza nome, insieme a boltwoodite, kasolite, natroboltwoodite, oursinite, sklodowskite, uranofane e uranophane-β (a partire dal 2018).
Anche la 9ª edizione della sistematica minerale di Strunz, valida dal 2001 e aggiornata dall'Associazione Mineralogica Internazionale (IMA) fino al 2024, classifica la cuprosklodowskite nella classe "9.A Nesosilicati". Tuttavia, questa viene ulteriormente suddivisa in base all'eventuale presenza di anioni aggiuntivi e alla coordinazione dei cationi coinvolti o dei complessi anionici predominanti nel composto, in modo che il minerale possa essere trovato nella suddivisione "9.AK Neso- e polisilicati di uranile" in base alla sua composizione, dove insieme a sklodowskite e a oursinite forma il sistema nº 9.AK.10.
La sistematica dei minerali secondo Dana, che viene utilizzata principalmente nel mondo anglosassone, classifica la cuprosklodowskite nella classe dei "silicati e germanati" e lì nella sottoclasse dei "nesosilicati: gruppi SiO4 e altri anioni di cationi complessi". Qui si trova insieme a boltwoodite, kasolite, natroboltwoodite, oursinite, sklodowskite, swamboite, uranofane e uranophane-β nel "Gruppo Uranophane" con il sistema nº 53.03.01 all'interno della suddivisione "Nesosilicati: gruppi SiO4 e altri anioni di cationi complessi con (UO2)".

## Abito cristallino
La cuprosklodowskite cristallizza nel gruppo spaziale triclino P1 (gruppo nº 2) con i parametri reticolari a = 7,05 Å, b = 9,27 Å, c = 6,66 Å con α = 109,2°, β = 89,8° e γ = 110,0°, nonché una unità di formula per cella unitaria.
La struttura di base della cuprosklodowskite è costituita da strati di unità di uranile pentagonali-bipiramidali a forma di catena, i cui atomi di ossigeno equatoriali sono collegati ciascuno da atomi di silicio coordinati tetraedrici. Gli atomi di silicio coordinano tre unità uraniliche; il quarto sito di legame è saturo da uno ione idrossido. Lo ione Cu2+ collega due strati adiacenti collegando due atomi di ossigeno di unità uraniliche opposte (∠(U-O-Cu) = 142,38°, ∠(O-Cu-O) = 180°). Sebbene l'analisi chimica suggerisca che la cuprosklodowskite dovrebbe essere descritta come un analogo del rame della sklodovskite, ciò non è corretto da un punto di vista cristallografico. Le differenze nel sistema cristallino (triclino vs. monoclino) e il diverso collegamento degli strati di silicato di uranile da parte dei cationi bivalenti (Cu2+ vs. Mg2+) mostrano chiaramente che questi due minerali differiscono l'uno dall'altro più di quanto suggerisca il nome.

## Proprietà
Il minerale è radioattivo a causa del suo contenuto di uranio superiore al 55%. Tenendo conto delle proporzioni degli elementi radioattivi nella formula molecolare idealizzata e dei successivi decadimenti della serie di decadimento naturale, viene data un'attività specifica di circa 98,9 kBq/g per il minerale (per confronto, il potassio naturale ha un'attività specifica pari a 0,0312 kBq/g).

## Origine e giacitura
La cuprosklodowskite si trova nella zona di alterazione dei minerali di uranio primario. I minerali di accompagnamento includono becquerelite, brochantite, uranofane, kasolite, vandenbrandeite, liebigite e compreignacite.
Essendo una formazione minerale rara, la cuprosklodowskite è stata rilevata solo in pochi luoghi, con circa 60 siti documentati in tutto il mondo. Oltre alla sua località tipo, il giacimento di uranio-rame di Kalongwe, il minerale si trova anche nella Repubblica Democratica del Congo nella miniera principale di Kamoto vicino a Kamoto, nonché nella miniera di Kasompi, nella miniera di Kolwezi e nella miniera di Musonoi nella provincia di Lualaba, nota per la sua ricchezza di minerali. Inoltre, la cuprosklodowskite è stata trovata anche nella miniera principale di Kambove, nella miniera di Shinkolobwe e nella miniera di Luiswishi nella provincia dell'Alto Katanga.
In Italia la cuprosklodowskite è stata rinvenuta in Trentino-Alto Adige a Bocenago, Borgo Chiese e Valdaone.
In Germania, la cuprosklodowskite è finora conosciuta solo nell'ex cava di Krunkelbach vicino a Menzenschwand nel Baden-Württemberg, nella cava di riolite di Fuchs sull'Hartkoppe vicino a Sailauf nella Bassa Franconia e nel pendio granitico di Naabranken vicino a Wölsendorf nell'Alto Palatinato in Baviera, nonché nella cava di Urano vicino a Kleinrückerswalde e nella cava di Weißer Hirsch vicino a Neustädtel (Schneeberg) nei Monti Metalliferi sassoni.
In Svizzera, il minerale è stato finora trovato solo sulla Mürtschenalp nel Canton Glarona e nei giacimenti di uranio di Grand Alou nel comune di Nendaz, Col des Mines nel comune di Isérables e sulla Bella Tola vicino a Saint-Luc nel Canton Vallese.
La cuprosklodowskite è stata pure trovata anche: in Boemia, a Jachimov, in Canada, nella miniera Nicholson (Lago Athabasca, Saskatchewan), in Marocco, ad Amelal nella regione di Argana-Bigoudine, associata a dioptasio.
Altri siti sono sparsi in tutto il mondo.

## Forma in cui si presenta in natura
La cuprosklodowskite sviluppa cristalli da fibrosi ad aghiformi, che di solito sono disposti in aggregati minerali radiali o formano croste sottili. Il minerale da trasparente a traslucido è di colore da giallo-verde a verde erba e ha una lucentezza cerosa o vetrosa sulle superfici.